# Esmee Simiriotis
Esmee Simiriotis (en grec Εσμε Σιμηριωτης) va ser una tennista grega que va competir a començaments del segle xx.
El 1906 va prendre part en els Jocs Intercalats d'Atenes, on guanyà la medalla d'or en la prova Individual femenina del programa de tennis. En els dobles mixtos, formant parella amb Nikolaos Zarifis, fou quarta.